# Rhamphostomella scabra
Rhamphostomella scabra är en mossdjursart som först beskrevs av O. Fabricius 1780.  Rhamphostomella scabra ingår i släktet Rhamphostomella och familjen Romancheinidae. Utöver nominatformen finns också underarten R. s. orientalis.